# Ветонка (Јужна Дакота)
Ветонка (енгл. Wetonka) град је у америчкој савезној држави Јужна Дакота.

## Демографија
По попису из 2010. године број становника је 8, што је 4 (-33,3%) становника мање него 2000. године.
| Група             | 2000.       | 2010.      |
| Белци             | 12 (100,0%) | 8 (100,0%) |
| Афроамериканци    | 0 (0,0%)    | 0 (0,0%)   |
| Азијати           | 0 (0,0%)    | 0 (0,0%)   |
| Хиспаноамериканци | 0 (0,0%)    | 0 (0,0%)   |
| Укупно            | 12          | 8          |